# Africký pohár v malém fotbale 2021
Africký pohár v malém fotbale 2021 byl 2. ročníkem Afrického poháru v malém fotbale, který se konal v nigerijském městě Ibadan v období od 8. do 17. července 2021. Turnaje se mělo původně účastnit 16 týmů, ale kvůli pandemii covidu-19, se jich zúčastnilo pouze 9. Týmy byly rozděleny do 2 skupin. Ve skupině A byly 4 týmy, ve skupině B 5 týmů. Ze skupiny postoupily do vyřazovací fáze celky na prvních 4 pozicích. Vyřazovací fáze zahrnovala 8 zápasů. Turnaj také sloužil jako africká kvalifikace na mistrovství světa v malém fotbale 2023. Egypt při své první historické účasti postoupil do finále, ve kterém porazil Libyi 1:0 po prodloužení a poprvé tak vyhrál Africký pohár.

## Situace s týmy
Turnaje se původně mělo zúčastnit 16 zemí. Kvůli narůstajícímu počtu případů Covidu-19 v Nigérii se vlády některých zemí rozhodly, že týmy do Nigérie nepustí. O šampionát tak přišlo Tunisko, které mělo obhajovat bronzové medaile z roku 2018, Jihoafrická republika, která se turnaje zúčastnila už v roce 2018, a 5 týmů, které se měly zúčastnit akce v malém fotbale vůbec poprvé, a to Alžírsko, Benin, Džibutsko, Gabon a Maroko. Do poslední chvíle nebylo jasné, zda přicestují reprezentanti Somálska. Fotbalisté nakonec dorazili a byli doplněni do skupiny B. Poprvé v historii se turnaje zúčastnily výběry Burkiny Faso, Zambie a Egypta, který při své první účasti v historii dokázal turnaj ovládnout bez jediné porážky.

## Stadion
Turnaj se odehrál na jednom stadionu v jednom hostitelském městě: Ilaji international Minifootball Stadium (Ibadan). 
| Ibadan                                   |
| ---------------------------------------- |
| Ilaji international Minifootball Stadium |
| Kapacita: 1000 Ibadan                    |

## Skupinová fáze
| Vysvětlivky                     |
| ------------------------------- |
| Týmy postupující do čtvrtfinále |
| Vítěz zápasu je tučně zvýrazněn |

Čas každého zápasu je uveden v lokálním čase.

#### Skupina A
| Tým     | Z | V | R | P | VG | IG | +/− | B |
| ------- | - | - | - | - | -- | -- | --- | - |
| Libye   | 3 | 2 | 1 | 0 | 8  | 1  | +7  | 7 |
| Senegal | 3 | 2 | 0 | 1 | 7  | 8  | −1  | 6 |
| Nigérie | 3 | 1 | 1 | 1 | 5  | 5  | 0   | 4 |
| Zambie  | 3 | 0 | 0 | 3 | 4  | 10 | −6  | 0 |

| 8. července 2021 19:00 |       |       |                                                  |
| Nigérie                | 0 : 0 | Libye | Ilaji international Minifootball Stadium, Ibadan |
|                        |       |       | Ilaji international Minifootball Stadium, Ibadan |

| 9. července 2021 20:00 |       |                                                            |                                                  |
| Zambie                 | 2 : 3 | Senegal                                                    | Ilaji international Minifootball Stadium, Ibadan |
| Johnson Banda 26', 45' |       | Sidath Ndiaye 8' Mouhamed Niang Diop 15' Mohamed Fadel 19' | Ilaji international Minifootball Stadium, Ibadan |

| 10. července 2021 17:30                          |       |              |                                                  |
| Senegal                                          | 3 : 2 | Nigérie      | Ilaji international Minifootball Stadium, Ibadan |
| Mohamed Habib Daf 2' Mohamed Ibrahim Ngom 29' ?' |       | Adams 18' ?' | Ilaji international Minifootball Stadium, Ibadan |

| 11. července 2021 16:00                                                                                        |       |                   |                                                  |
| Libye | 4 : 1 | Senegal           | Ilaji international Minifootball Stadium, Ibadan |
| Abdullah Mohammad Khalleefah Alnajih 13' Mohamed Khamies Ibrahim Said 21', 41' Omar Mustafa Niqreesh Ayman 48' |       | Karifa Camara 20' | Ilaji international Minifootball Stadium, Ibadan |

| 12. července 2021 17:30 |       |                                    |                                                  |
| Zambie                  | 2 : 3 | Nigérie                            | Ilaji international Minifootball Stadium, Ibadan |
| Musondg Zulu 25', 26'   |       | Adenji Kabir Adewole 10', 12', 45' | Ilaji international Minifootball Stadium, Ibadan |

Tento zápas byl započítán i jako baráž o mistrovství světa. Původně se měli do baráže zapojit ještě týmy Senegalu a Burkiny Faso, ale nakonec se tak nestalo.
| 13. července 2021 17:30 |       |        |                                                  |
| Libye | 4 : 0 | Zambie | Ilaji international Minifootball Stadium, Ibadan |
| Abdullah Mohammad Khalleefah Alnajih 13' Ahmed Al Toumi Zayd 39' Wisam Mahmoud Omar Mousay 50' Mohamed Khamies Ibrahim Said 50+2' |       |        | Ilaji international Minifootball Stadium, Ibadan |

#### Skupina B
| Tým               | Z | V | R | P | VG | IG | +/− | B  |
| ----------------- | - | - | - | - | -- | -- | --- | -- |
| Egypt             | 4 | 4 | 0 | 0 | 16 | 3  | +13 | 12 |
| Ghana             | 4 | 2 | 1 | 1 | 14 | 8  | +6  | 7  |
| Pobřeží slonoviny | 4 | 2 | 0 | 2 | 9  | 7  | +2  | 6  |
| Burkina Faso      | 4 | 1 | 1 | 2 | 7  | 8  | −1  | 4  |
| Somálsko          | 4 | 0 | 0 | 4 | 2  | 22 | −20 | 0  |

| 8. července 2021 20:30 |       | |                                                  |
| Ghana                  | 1 : 3 | Egypt                                                                                                  | Ilaji international Minifootball Stadium, Ibadan |
| Bernard Sarfo ?'       |       | Ali Hussein Abdelnaby Abdelfattah ?' Ahmed Gaber Inrahim Reyad Ibrahim ?' Hossam Hassan Mohamed Ali ?' | Ilaji international Minifootball Stadium, Ibadan |

| 10. července 2021 20:00 |       |                                                   |                                                  |
| Burkina Faso            | 3 : 3 | Ghana                                             | Ilaji international Minifootball Stadium, Ibadan |
| ?'                      |       | Bernard Sarfo ?', ?' Dennis Ameyav Appiah-Kubi ?' | Ilaji international Minifootball Stadium, Ibadan |

| 11. července 2021 17:30 |       |                                                                   |                                                  |
| Pobřeží slonoviny       | 1 : 3 | Ghana                                                             | Ilaji international Minifootball Stadium, Ibadan |
| Habib Samba Come 13'    |       | Wahab Boakye 3' Dennis Ameyav Appiah-Kubi 48' Bernard Sarfo 50+3' | Ilaji international Minifootball Stadium, Ibadan |

| 11. července 2021 19:00                                                                |       |              |                                                  |
| Egypt                                                                                  | 4 : 0 | Burkina Faso | Ilaji international Minifootball Stadium, Ibadan |
| Ahmed Gaber Ibrahim 8' Magdi Kamel Abel Mohamed 25', 35' Mohamed Yakot Abdo Yassen 40' |       |              | Ilaji international Minifootball Stadium, Ibadan |

| 12. července 2021 16:00 |       |              |                                                  |
| Pobřeží slonoviny       | 1 : 0 | Burkina Faso | Ilaji international Minifootball Stadium, Ibadan |
| Habib Samba Come 25'    |       |              | Ilaji international Minifootball Stadium, Ibadan |

| 12. července 2021 19:00 |       | |                                                  |
| Somálsko                | 0 : 6 | Egypt | Ilaji international Minifootball Stadium, Ibadan |
|                         |       | Ali Hussein Abdelnaby Abdelfattah 22' Ehab Taha Abdelraoof Ibrahem 25' Mahmoud Gamal Farouk Mohamed Hashis 35' Magdi Kamel Abel Mohamed 39', 42', 47' | Ilaji international Minifootball Stadium, Ibadan |

| 13. července 2021 19:00      |       |                                                                             |                                                  |
| Somálsko                     | 1 : 5 | Pobřeží slonoviny                                                           | Ilaji international Minifootball Stadium, Ibadan |
| Ibrahim Mohamed Abukar 25+2' |       | Jacob Trabi 3', 15', 44' Habib Samba Come 5' Stephane Jean Goore Kouame 18' | Ilaji international Minifootball Stadium, Ibadan |

| 14. července 2021 11:00                                                                          |       |                           |                                                  |
| Ghana                                                                                            | 7 : 1 | Somálsko                  | Ilaji international Minifootball Stadium, Ibadan |
| Bernard Sarfo 8' Kwabena Anane 10' Wahab Boakye 17', 20' Dennis Ameyav Appiah-Kubi 32', 45', 48' |       | Hassan Abshir Mohamed 42' | Ilaji international Minifootball Stadium, Ibadan |

| 14. července 2021 19:00                                                                                  |       |                                                        |                                                  |
| Egypt | 3 : 2 | Pobřeží slonoviny                                      | Ilaji international Minifootball Stadium, Ibadan |
| Ehab Taha Abdelraoof Ibrahem 18' Ahmed Ali Elsayed Ali Seror 42' Mahmoud Gamal Farouk Mohamed Hashis 45' |       | Jacob Trabi 5' Ahmed Ali Elsayed Ali Seror 50+2' (vl.) | Ilaji international Minifootball Stadium, Ibadan |

| 14. července 2021 20:30 |       |          |                                                  |
| Burkina Faso            | 4 : 0 | Somálsko | Ilaji international Minifootball Stadium, Ibadan |
| ? 8' ? 26' ? 27' ? 32'  |       |          | Ilaji international Minifootball Stadium, Ibadan |

## Vyřazovací fáze
|  | Čtvrtfinále               | Čtvrtfinále          |                      |                   | Semifinále  | Semifinále  |  |  | Finále               | Finále |
|  |                           |                      |                      |                   |             |             |  |  |                      |        |
|  | 15. července, Ibadan      |                      |                      |                   |             |             |  |  |                      |        |
|  |                           |                      |                      |                   |             |             |  |  |                      |        |
|  | Nigérie                   | 1 (1)                |                      |                   |             |             |  |  |                      |        |
|  | Nigérie                   | 1 (1)                | 16. července, Ibadan |                   |             |             |  |  |                      |        |
|  | Ghana (pen.)              | 1 (2)                |                      |                   |             |             |  |  |                      |        |
|  | Ghana (pen.)              | 1 (2)                | Libye (pen.)         | 2 (2)             |             |             |  |  |                      |        |
|  | 15. července, Ibadan      |                      | Libye (pen.)         | 2 (2)             |             |             |  |  |                      |        |
|  |                           | Ghana                | 2 (0)                |                   |             |             |  |  |                      |        |
|  | Libye                     | Ghana                | 2 (0)                | 6                 |             |             |  |  |                      |        |
|  | Libye                     |                      | 17. července, Ibadan | 6                 |             |             |  |  |                      |        |
|  | Burkina Faso              | 1                    |                      |                   |             |             |  |  |                      |        |
|  | Burkina Faso              | 1                    | Libye                | 0                 |             |             |  |  |                      |        |
|  | 15. července, Ibadan      |                      | Libye                | 0                 |             |             |  |  |                      |        |
|  |                           | Egypt (prod.)        | 1                    |                   |             |             |  |  |                      |        |
|  | Egypt                     | Egypt (prod.)        | 1                    | 2                 |             |             |  |  |                      |        |
|  | Egypt                     | 16. července, Ibadan |                      | 2                 |             |             |  |  |                      |        |
|  | Zambie                    | 0                    |                      |                   |             |             |  |  |                      |        |
|  | Zambie                    | 0                    | Egypt                | 3                 | Třetí místo | Třetí místo |  |  |                      |        |
|  | 15. července, Ibadan      |                      | Egypt                | 3                 | Třetí místo | Třetí místo |  |  |                      |        |
|  |                           | Pobřeží slonoviny    | 1                    |                   |             |             |  |  |                      |        |
|  | Senegal                   | Pobřeží slonoviny    | 1                    | 0                 | Ghana       | 0           |  |  |                      |        |
|  | Senegal                   |                      |                      | 0                 | Ghana       | 0           |  |  |                      |        |
|  | Pobřeží slonoviny (kont.) | 3                    |                      | Pobřeží slonoviny | 2           |             |  |  |                      |        |
|  | Pobřeží slonoviny (kont.) | 3                    |                      |                   | 2           |             |  |  |                      |        |
|  |                           |                      |                      |                   |             |             |  |  | 17. července, Ibadan |        |
|  |                           |                      |                      |                   |             |             |  |  |                      |        |

#### Čtvrtfinále
| 15. července 2021 15:00 |       |                          |                                                  |
| Nigérie                 | 1 : 1 | Ghana                    | Ilaji international Minifootball Stadium, Ibadan |
| Moses Ocheje 29'        |       | Manuel Nana Agyemang 11' | Ilaji international Minifootball Stadium, Ibadan |

|                                               |       | Penaltový rozstřel                                          |  |
| Tope Orelope Sunday James Ekondo David Ikande | 1 : 2 | Wahab Boakye Dennis Ameyav Appiah-Kubi Manuel Nana Agyemang |  |

| 15. července 2021 17:00 |       |              |                                                  |
| Libye | 6 : 1 | Burkina Faso | Ilaji international Minifootball Stadium, Ibadan |
| Mohamed Ibrahim Amer 17', 22' Abdullah Mohammad Khalleefah Alnajih 17' Mohamed Khamies Ibrahim Said 25' Ahmed Al Toumi Zayd 36' Mohammed Abdulhamid Harakat Ahmimmid 40' |       | ? 26'        | Ilaji international Minifootball Stadium, Ibadan |

| 15. července 2021 19:00                                         |       |        |                                                  |
| Egypt                                                           | 2 : 0 | Zambie | Ilaji international Minifootball Stadium, Ibadan |
| Mohamed Yakot Abdo Yassen 25' Ali Ghazal Abdelhamid Elsayed 28' |       |        | Ilaji international Minifootball Stadium, Ibadan |

| 15. července 2021 21:00 |           |                   |                                                  |
| Senegal                 | 0 : 3     | Pobřeží slonoviny | Ilaji international Minifootball Stadium, Ibadan |
|                         | Kontumace |                   | Ilaji international Minifootball Stadium, Ibadan |

Oba týmy před zápasem přijely na hřiště v bílých dresech. Senegal měl jakožto domácí tým mít odlišnou barvu, ale dresy nedokázal sehnat. Původně se spekulovalo, že by se zápas odehrál následující den ráno. To byl ale problém, jelikož poté se mělo hrát semifinále a jeden z týmů by tak byl v nevýhodě. Zápas byl po domluvě Africké konfederace s nigerijskou asociací kontumován ve prospěch Pobřeží slonoviny.

#### Semifinále
| 16. července 2021 18:00                               |       |                                           |                                                  |
| Libye                                                 | 2 : 2 | Ghana                                     | Ilaji international Minifootball Stadium, Ibadan |
| Hamad Alarf Salm 34' Mohamed Khamies Ibrahim Said 40' |       | Bernard Sarfo 1' Felix Tetteh Ocansey 38' | Ilaji international Minifootball Stadium, Ibadan |

|                                                       |       | Penaltový rozstřel                |  |
| Abdullah Mohammad Khalleefah Alnajih Hamad Alarf Salm | 2 : 0 | Manuel Nana Agyemang Wahab Boakye |  |

| 16. července 2021 20:00                                              |       |                                 |                                                  |
| Egypt                                                                | 3 : 1 | Pobřeží slonoviny               | Ilaji international Minifootball Stadium, Ibadan |
| Ali Ghazal Abdelhamid Elsayed 11' Mohamed Yakot Abdo Yassen 26', 41' |       | Hassane Junior Diarrassouba 45' | Ilaji international Minifootball Stadium, Ibadan |

#### O 3. místo
| 17. července 2021 11:00 |       |                      |                                                  |
| Ghana                   | 0 : 2 | Pobřeží slonoviny    | Ilaji international Minifootball Stadium, Ibadan |
|                         |       | Jacob Trabi 30', 43' | Ilaji international Minifootball Stadium, Ibadan |

#### Finále
| 17. července 2021 18:00               |               |       |                                                  |
| Egypt                                 | 1 : 0 (prod.) | Libye | Ilaji international Minifootball Stadium, Ibadan |
| Ali Hussein Abdelnaby Abdelfattah 58' |               |       | Ilaji international Minifootball Stadium, Ibadan |